# 29408 Katoyuko
29408 Katoyuko è un asteroide della fascia principale esterna. Scoperto nel 1996, presenta un'orbita caratterizzata da un semiasse maggiore pari a 2,984307 UA e da un'eccentricità di 0,263866, inclinata di 20,767383° rispetto all'eclittica.